# 阿索
阿索（義大利語：Asso），是意大利科莫省的一个市镇。总面积6.46平方公里，人口3664人，人口密度567.2人/平方公里（2009年）。ISTAT代码为013013。

## 友好城市
- 法國圣佩赖 2001年